# Hemiceras taperinha
Hemiceras taperinha är en fjärilsart som beskrevs av William Schaus 1928. Hemiceras taperinha ingår i släktet Hemiceras och familjen tandspinnare. Inga underarter finns listade i Catalogue of Life.